# João da Rocha (Missionar)
João da Rocha SJ (* 1565 in Santiago de Priscos, Braga, Portugal; † 1623 in Hangzhou, Kaiserreich China) war ein portugiesischer Jesuitenmissionar. Er wirkte in der Regierungszeit der Ming-Kaiser Wanli, Taichang und Tianqi zwischen 1598 und 1623 in China.
1583 trat er in das Noviziat der Jesuiten in Coimbra ein. 1586 reiste er nach Indien ab und studierte in Goa drei Jahre Philosophie. Anschließend reiste er für die theologische Ausbildung und seine Priesterweihe nach Macau. Danach ging er in südliche Missionen in Shuzhou und Nanchang. In Nanchang traf er die italienischen Jesuiten Matteo Ricci, Lazzaro Cattaneo und Nicolò Longobardo. Ab 1600 wirkte er in Nanjing. Dort führte da Rocha ausführliche Diskussionen über das Christentum mit Xu Guangqi. 1603 taufte er Mandarin Xu Guangqi, einen der bedeutendsten Konvertiten der Chinamission. Während der Verfolgung von 1616 hielt sich da Rocha in Chien-ch’ang (Jianchang; heute Teil von Nanchang), Provinz Kiangsi (Jiangxi) auf, wo ihn mehrere Christen versteckt hielten. Später konnte er diese Missionsstation erweitern, weil mehrere Gelehrte bekehrt wurden, die ihm bei der Übersetzung eines portugiesischen Katechismus ins Chinesische halfen. Er baute die erste Kirche in Chia-ting (Jiading; heute Teil der Metropole Shanghai). Als kurz darauf eine weitere Verfolgung aufkam, flüchtete er nach Hangchow (Hangzhou). Dort schrieb er mit Xu Guangqi eine Denkschrift zur Verteidigung der Mission. Er wurde 1622 zum Vizeprovinzial der Jesuiten für China ernannt, starb jedoch, bevor ihn die Nachricht von seiner Ernennung in China erreichte.
Sein berühmtestes Werk war der Katechismus Tianzhu Shengjiao Qimeng (Einführung in die christliche Lehre), aber er schrieb auch Song Nianzhu Guicheng, eine Erklärung des Rosenkranzes, die insbesondere die Christologie auf der Grundlage der Gebete erklärte.